# Igreja Católica nos Camarões
A Igreja Católica nos Camarões é parte da Igreja Católica universal, em comunhão com a liderança espiritual do Papa, em Roma, e da Santa Sé. A população católica vive predominantemente nos antigos territórios franceses do sul e oeste do território do país, enquanto os antigos territórios ingleses eram predominantemente protestantes; Os muçulmanos se reuniram no norte. O extremo norte do país tem uma população mista de muçulmanos e cristãos, e estes últimos são alvos de inúmeros ataques do grupo terrorista Boko Haram, que desde 2014 faz uma violenta campanha extremista na Nigéria e nos Camarões. Algumas tentativas de diálogo e tolerância inter-religiosos por parte de líderes muçulmanos foram levados a cabo em maio de 2017 pelo Conselho de Imãs e Dignitários Religiosos dos Camarões.

## História
Em 1429 os portugueses chegaram à região, porém, a evangelização só foi iniciada nessa parte da África na segunda metade do século XIX. O primeiro batizado protestante foi o de André Mbangue, que mais tarde se converteu, e passou a integrar as primeiras missões católicas.
Dom Heinrich Vieter trouxe os primeiros missionários católicos, alemães, em 25 de outubro de 1880, instalando sua missão no interior, junto ao Cabo Toko, à margem do Rio Sanaga. À missão ele deu o nome de Marienberg, o mesmo nome que daria depois em Yaoundé à que fundou, quando Ntsama Atangana doou aos missionários terras onde depois nasceria a capital do futuro país. Em 1890 a área foi separada do Vicariato Apostólico das Duas Guinés, e a Prefeitura Apostólica dos Camarões Alemães foi criada. Em 1914, a parte norte da região foi separada para formar a Prefeitura Apostólica de Adamaoua, e foi confiada aos Padres do Sagrado Coração, mas durante a Primeira Guerra Mundial foram expulsos todos os missionários, exceto os capelães militares franceses. Depois de 1922, o Vicariato Apostólico dos Camarões foi administrado pelos padres espiritanos franceses. Os Missionários de Mill Hill encarregaram-se de evangelizar o território durante a colonização britânica, onde em 1923 foi criada a Prefeitura de Buea. Em 1931, o Vicariato dos Camarões foi dividido em Vicariato Apostólico de Yaoundé e Prefeitura Apostólica de Douala. Em 1947, os Oblatos de Maria Imaculada foram encarregados da recém-criada Prefeitura Apostólica de Garoua no extremo norte. Em 1949, o Vicariato Apostólico de Doumé foi separado de Yaoundé e entregue aos padres espiritanos. A hierarquia foi estabelecida em 1955, quando Yaoundé se tornou uma arquidiocese e sé metropolitana para todo o país.

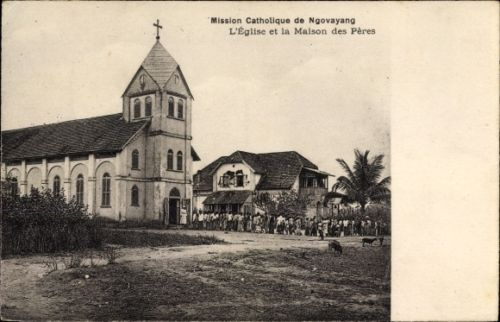
Missão católica em Ngovayang, 1929

Os Camarões viram grandes trabalhos evangelizadores em seu território. A missão experimentou um rápido crescimento: de 60.000 católicos em 1920, a região passou a contar com quase 700.000 em 1960. Que culminou na ordenação dos primeiros sacerdotes camaroneses em 1935. Em 1951, colocou-se a primeira pedra da catedral de Yaoundé. Em 30 de novembro de 1955, foi consagrado o primeiro bispo camaronês, Paul Etoga. Jean Baptiste Zoa se tornou o primeiro arcebispo africano de Yaoundé em 1961, e Christian Wiyghan Tumi se tornou o primeiro cardeal camaronês em 1988. Os missionários fundaram dezenas de missões, igrejas, dispensários e escolas, que formaram mais de 200 professores. A estes docentes se uniu o primeiro batizado, André Mbangue. Os missionários das diferentes ordens religiosas que foram enviados sempre contaram com colaboradores autóctones.
Embora as reformas do Concílio Vaticano II tenham demorado a causar impacto nos Camarões, após a primeira visita do Papa João Paulo II ao país, em agosto de 1985, os bispos camaroneses começaram a enfatizar a necessidade da "africanização". Em 1989, um ano antes do 100º aniversário da presença católica nos Camarões, eles publicaram a carta Da Primeira à Segunda Evangelização, que tinha como objetivo "a implantação do Evangelho nos nossos modos e costumes, nomeadamente no a encarnação de Jesus Cristo completamente em nossa vida". O Sínodo Africano de 1994, realizado em Roma, foi um marco no caminho para esse objetivo. A Conferência Episcopal Nacional dos Camarões reuniu-se anualmente e, através de comunicados, abordando questões como justiça nas eleições, falta de moralidade, assassinato de religiosos, assédio às casas paroquiais, importância da educação e paternidade responsável. A Universidade Católica da África Central, com seus campi em Nkolbisson e Yaoundé, foi supervisionada por um conselho de bispos nomeados pela Conferência Episcopal da África Central, um grupo ativo na abordagem de questões de direitos humanos na região. Também passou-se a incorporar o uso de línguas nativas africanas na liturgia católica.
Em 5 de julho de 1989, foi assinado um Acordo entre a Santa Sé e a República dos Camarões, pelo que se reconhecia personalidade civil ao Instituto Católico de Yaoundé, como instituição universitária de educação e pesquisa, constituída pela Santa Sé através da Associação das Conferências Episcopais da Região do Centro da África e, portanto, conferia-se selo oficial a seu caráter pontifício e internacional.

## Atualmente
No ano 2000, os Camarões tinham 671 paróquias, 660 padres diocesanos e 480 padres religiosos, 200 irmãos e 1.660 irmãs. Foram estabelecidos vários novos seminários no final dos anos 1990. A Igreja continuou a desempenhar um papel crucial na educação, e operava 910 escolas primárias e 110 secundárias. Havia oito hospitais católicos e centenas de dispensários. Além disso, a Igreja publicou um jornal semanal que, até meados da década de 1990, era o único jornal privado publicado nos Camarões. As seguintes celebrações católicas são consideradas feriados públicos oficiais: Natal, Sexta-feira Santa, Páscoa, Ascensão de Jesus e Assunção de Nossa Senhora.
A evangelização, iniciada há pouco mais de um século, hoje, segundo os bispos do país, "tem diante de si muito caminho ainda por percorrer, sobretudo para que se converta também em cultura e permita uma total coerência entre vida e fé". Este é o primeiro desafio, não só de Camarões, mas de toda a África. Em 2009 houve um forte desentendimento entre o governo e os bispos camaroneses, após a aprovação de uma lei por parte do parlamento que autorizaria o presidente, Paul Biya, a ratificar o Protocolo que leva a despenalização do aborto na África. Os bispos rechaçaram energicamente a decisão, enviando uma declaração que expressava sua discordância quanto à legalização do aborto. "A Igreja Católica aprova a intenção de proteger à mulher das injustiças sociais e de qualquer forma de abuso, mas o artigo 14 do Protocolo de Maputo incide realmente na vida que está por nascer, fazendo dos direitos reprodutivos um abuso à mulher. Em outras palavras, este artigo leva à legalização do aborto na África e nós o condenamos". Eles também lembraram que "esta lei é contrária à lei camaronesa que se opõe ao aborto e a sua legalização". Além do mais, acrescentaram que "os fiéis do nosso país, assim como os autênticos africanos, consideram sagrada a vida e condenam tudo o que a ameaça. Para eles o aborto é um crime".

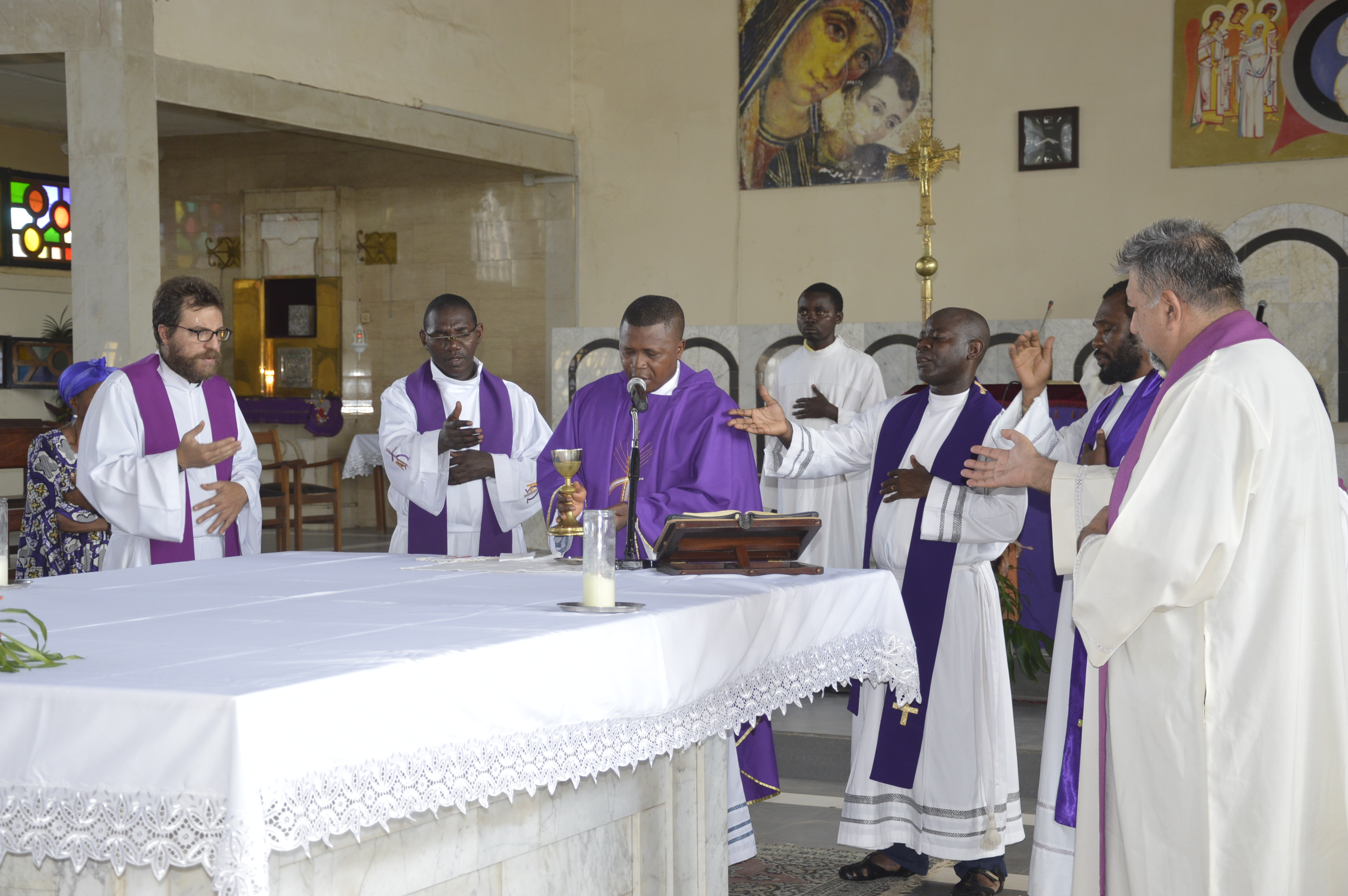
Celebração da Missa nos Camarões

O norte do país tem se tornado alvo frequente do grupo terrorista Boko Haram, oriundo da Nigéria, que continua a ganhar força. Agora controlando várias das principais cidades nigerianas, criou um califado com uma rigorosa aplicação da lei radical islâmica, a sharia. No país vizinho, os cristãos vêm sendo perseguidos. Os homens são capturados e decapitados enquanto as mulheres são forçadas à conversão e tomadas como esposas por militantes. Isso tem se refletido nos Camarões, pelo número de pessoas que estão se refugiando no país, e a o aumento da propagação do Vírus Ebola. Os ataques se intensificaram nos territórios camaronês e nigerianos, especialmente contra os grupos cristãos. A igreja nos Camarões sozinha não pode lidar com as demandas espirituais, físicas e financeiras que podem oferecer uma vida melhor às milhares de pessoas deslocadas.
Em 2015 as Conferências Episcopais da Nigéria e Camarões colaboraram para oferecer assistência aos milhares de nigerianos refugiados da violência dos terroristas nos Camarões. Dom Ignatius Ayau Kaigama, arcebispo de Jos e Presidente da Conferência Episcopal da Nigéria, na Assembleia Plenária dos Bispos nigerianos disse que o governo federal da Nigéria se uniu aos esforços da Igreja Católica na assistência aos refugiados nigerianos nos Camarões, doando 50 milhões de nairas à conferência episcopal nigeriana, a ser usados com a Conferência de bispos camaronesa para assistir os cerca de 80.000 nigerianos acolhidos em campos para refugiados, isso aliado aos outros 10 milhões de nairas arrecadados pelos bispos nigerianos. Em 3 de maio do mesmo ano uma delegação dos bispos nigerianos visitou Camarões para avaliar as necessidades dos refugiados. Ainda que lugares com grandes concentrações de pessoas sejam considerados mais perigosos, os católicos não deixam de se reunir para rezar. Em fevereiro de 2015, dois homens-bomba mataram pelo menos 20 pessoas e feriram dezenas de outras num mercado de Mémé. Dom Ateba também afirma estar desapontado por essa dramática situação nunca receber atenção da mídia internacional. "Gostaria de ver mais atenção sendo dada para o que está acontecendo aqui nos Camarões. Quando algo acontece na Europa, a notícia sai imediatamente em todos os jornais ao redor do mundo. Mas se pessoas morrem aqui nos Camarões ou em outros países da África, não é uma questão importante". Paralelamente aos nigerianos, há mais de 50.000 camaronenses vindos de aldeias próximas à fronteira entre os dois países que tiveram de fugir devido a periculosidade de continuarem vivendo lá. Para o sustento, eles contam somente com a ajuda da Igreja Católica. Por essa razão, a fundação pontifícia Ajuda à Igreja que Sofre (ACN) tem apoiado projetos de ajuda de emergência. A diocese não chega a ter uma catedral, já que não sobram fundos para esse fim. Ainda que vivendo tal situação, há muitas vocações sacerdotais. Nesse mesmo ano havia 30 jovens da Diocese de Maroua-Mokolo no seminário. O bispo também afirma estar criando um "maravilhoso diálogo" com os muçulmanos, apesar dos problemas com o Boko Haram. Muitas crianças muçulmanas – até filhos e filhas de líderes religiosos – estão estudando em escolas católicas.

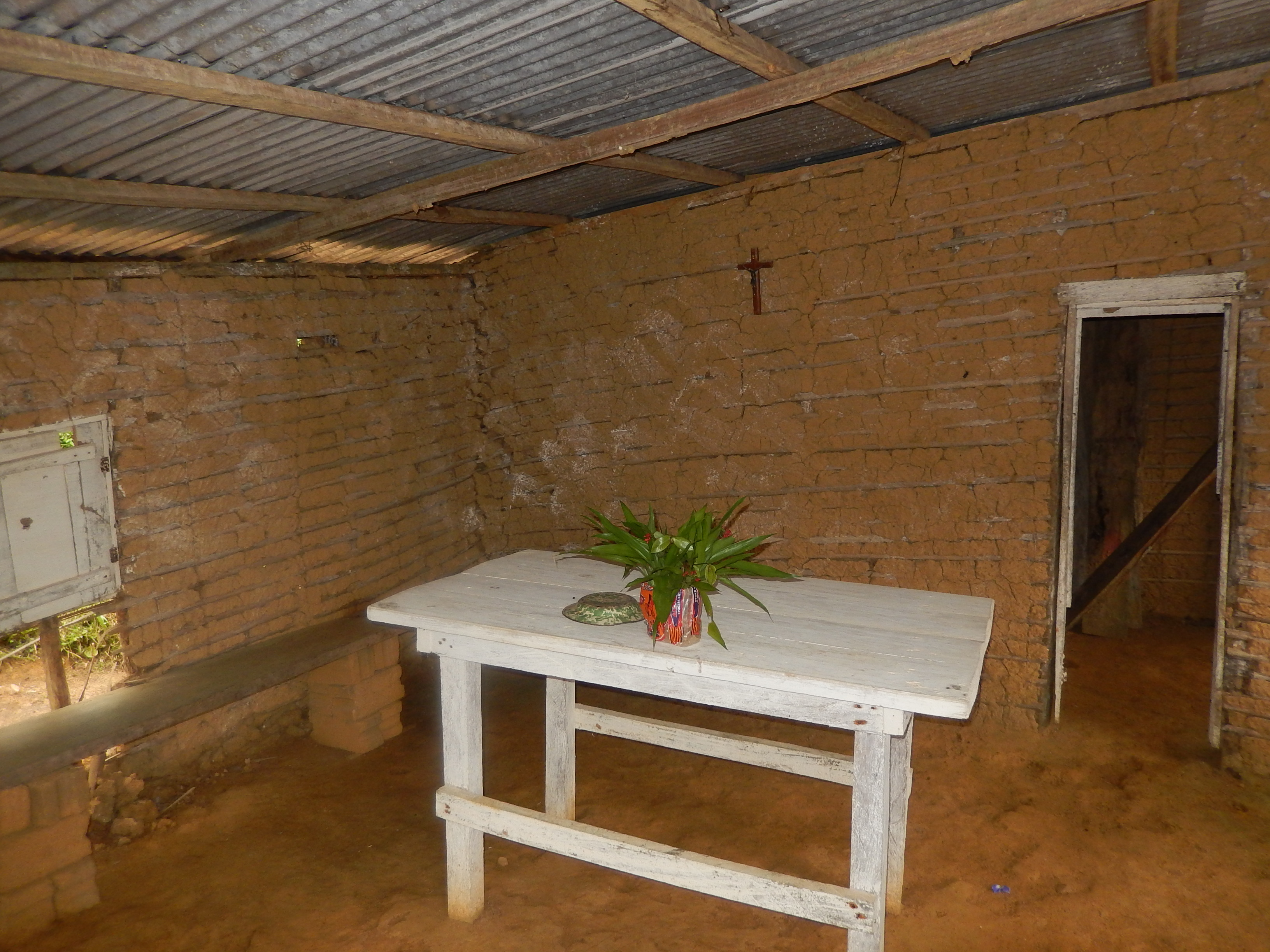
Instalações de uma igreja católica em Tayap.

A partir de 2016, a violência do Boko Haram dá sinais de diminuir, ainda que continue espalhada pelo norte camaronês. A ACN afirma que não foram poucas as vezes que as dioceses localizadas na fronteira com a Nigéria foram vítimas de ataques do grupo fundamentalista. Os fiéis costumam ficar de mãos dadas durante a celebração das missas, numa forma de corrente humana para tentarem se proteger. Voluntários têm de revistar os participantes da missa, procurando por armas e explosivos. É proibido carregar grandes bolsas de mão. "Muitos dos ataques suicidas são feitos por jovens. Somente em setembro, duas jovens sacrificaram suas vidas explodiram o mercado de Mora. Elas não tinham nem 20 anos de idade. As pessoas vivem em constante medo de novos ataques, já se tornou uma psicose", disse Dom Bruno Ateba Edo à ACN. No final de 2016, os bispos escreveram uma carta ao Presidente sobre as preocupações da minoria anglófona. O Executivo acusou os bispos de acirrarem o conflito. Mesmo entre os bispos camaroneses ocorrem divisões, entre os francófonos e anglófonos. Os bispos francófonos são considerados mais próximos do Governo. A mídia internacional, em sua pequena cobertura sobre os acontecidos especula que a mediação católica do conflito depende do acordo entre os bispos. Se não conseguirem ultrapassar as divergências, o conflito poderá agravar-se. Em 16 de outubro de 2017, os bispos da província eclesiástica de Bamenda denunciaram que as forças de segurança do governo estavam fazendo uso de força desproporcional de armas de fogo contra a população civil desarmada. Eles também disseram estar alarmados com o fato de vários fiéis, que estavam a caminho da Missa dominical, foram "forçados a abandonar as suas casas, alguns deles foram detidos e outros — incluindo adolescentes e idosos indefesos — foram mortos a tiro, em particular com recurso a helicópteros de combate".
A diminuição do medo entre os cristãos durou pouco, já que ainda em 2016, um ramo terrorista, que se separou do Boko Haram, divulgou um vídeo em que dez cristãos foram assassinados de forma brutal. Os cristãos ex-muçulmanos enfrentam problemas com suas comunidades, nas áreas remotas do nordeste camaronês. Mulheres convertidas são forçadas a se casarem com não cristãos e enfrentarem o perigo de sequestro pelo Boko Haram. A imprensa local reportou diversas vezes que, em alguns casos, os cristãos garantiram a segurança de mesquitas durantes as orações de sexta-feira, enquanto os muçulmanos repetiram o gesto e guardaram as igrejas durante o domingo. Este método funciona como aviso prévio para minimizar o risco de ataques surpresa.
No dia 31 de maio de 2017, o bispo de Bafia, Jean Marie Benoit, foi dado como desaparecido de sua casa, e seu corpo foi encontrado por um pescador no Rio Sanaga dois dias depois. Ainda que relatos iniciais sugeriam que poderia ser um caso de suicídio, os bispos camaroneses afirmaram, em uma declaração feita no dia 13 de junho, acreditar que ele tenha sido assassinado, exigindo providências das autoridades para identificar e punir os responsáveis. A agência Camernews reportou que um investigador médico tinha notado sinais de tortura no corpo do bispo, bem como indicações de que ele estava morto antes de ser jogado na água. Eles também lembraram de outros quatro religiosos assassinados, e cujos casos nunca foram resolvidos: Joseph Mbassi, em 1988, Antony Fontegh, em 1990, Yves Plumey, em 1991, e Engelbert Mveng, em 1995.
A ACN veio a denunciar no dia 23 de julho de 2018 o assassinato a tiros do sacerdote católico Alexander Sob Nougi, pároco em Bomaka, que acentuou o clima de tensão na região anglófona camaronesa. O vigário-geral da Diocese de Buea, padre Asek Bernard, afirmou que desconhece-se a autoria dos disparos, mas tanto militantes separatistas e forças do governo "asseguram que não foram responsáveis". A ACN também destacou que a situação no país vem se deteriorando, com milhares de pessoas em fuga, alertando para o "clima de suspeição gerado em torno da Igreja Católica, que tem assumido um papel de mediação nesta crise". Dom Bruno Ateba, bispo de Maroua-Mokolo, denunciou à Fundação a "impotência das populações locais perante a aparente invencibilidade do grupo terrorista islâmico [Boko Haram]", e que "não há um dia sem notícias de novos ataques e incursões dos terroristas na fronteira entre os Camarões e a Nigéria". O bispo também relatou que, apenas em sua diocese, num período de poucas semanas, ocorreram 13 ataques terroristas, incluindo o incêndio de uma igreja.

## Organização territorial

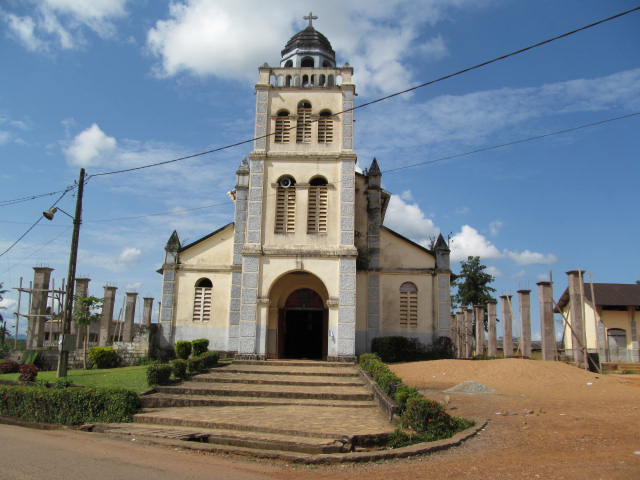
Catedral de Edéa

A organização territorial da Igreja Católica nos Camarões consiste em cinco arquidioceses e 22 dioceses:
| - Arquidiocese de Bamenda - Diocese de Buéa - Diocese de Kumba - Diocese de Kumbo - Diocese de Mamfe - Arquidiocese de Bertoua - Diocese de Batouri - Diocese de Doumé–Abong' Mbang - Diocese de Yokadouma - Arquidiocese de Douala - Diocese de Bafang - Diocese de Bafoussam - Diocese de Edéa - Diocese de Eséka - Diocese de Nkongsamba | - Arquidiocese de Garoua - Diocese de Maroua–Mokolo - Diocese de Ngaoundéré - Diocese de Yagoua - Arquidiocese de Yaoundé - Diocese de Bafia - Diocese de Ebolowa - Diocese de Kribi - Diocese de Mbalmayo - Diocese de Obala - Diocese de Sangmélima |

Há também a Eparquia da Anunciação de Ibadan, sediada na Nigéria e presente em diversos países africanos, incluindo os Camarões, e é voltada para os fiéis católicos que seguem o rito maronita.

## Conferência Episcopal
Os bispos camaroneses constituem a Conferência Episcopal Nacional dos Camarões, que foi criada em 1970.

## Nunciatura Apostólica
A Nunciatura Apostólica dos Camarões foi criada em 1966.

## Visitas papais
O país foi visitado por dois papas em três ocasiões: o Papa São João Paulo II viajou a Camarões entre 10 e 14 de agosto de 1985, juntamente com Costa do Marfim, Marrocos Quênia, República Centro-Africana, Togo e Zaire, e novamente entre 14 e 16 de setembro de 1995, além de visitar também África do Sul e Quênia. Por fim, o Papa Bento XVI também visitou o território camaronês entre 17 e 20 de março de 2009, incluindo também Angola em seu roteiro.
| “ | A razão principal que me trouxe aos Camarões foi naturalmente visitar a comunidade católica. Deu-me grande alegria poder passar alguns momentos fraternos com os Bispos e celebrar a Liturgia da Igreja juntamente com tantos fiéis. Vim aqui precisamente para partilhar convosco o momento histórico da promulgação do Instrumentum laboris para a Segunda Assembleia Especial para a África do Sínodo dos Bispos. Este é verdadeiramente um momento de grande esperança para a África e para o mundo inteiro. Povo dos Camarões, incito-vos a aproveitar o momento que o Senhor vos deu. Respondei ao seu apelo que vos empenha a levar reconciliação, cura e paz às vossas comunidade e à vossa sociedade. Trabalhai para eliminar a injustiça, a pobreza e a fome, onde quer que se encontrem. Deus abençoe este belíssimo país, a «África em miniatura», um país prometedor, um país glorioso. Deus vos abençoe a todos. | ” |
|   | — Discurso do Papa Bento XVI em sua cerimônia de despedida dos Camarões, em 20 de março de 2009. |   |